# 杜布羅維涅
48°15′32″N 32°55′51″E / 48.25889°N 32.93083°E
杜布羅維涅（烏克蘭語：Дубровине），是烏克蘭中部的村莊，隸屬基洛夫格勒州的克羅皮夫尼茨基區。該村始建於十八世紀，面積0.55平方公里，海拔高度162米，2001年人口119，人口密度每平方公里216人。